# Wytoka (Inowłódz)
Wytoka – część miasta Inowłódz, w Polsce, w województwie łódzkim, w powiecie tomaszowskim, w gminie Inowłódz.
W latach 1975–1998 miejscowość administracyjnie należała do województwa piotrkowskiego.